# Yomiuriland
Yomiuriland (よみうりランド, Yomiurirando) Is een attractiepark, gelegen in Inagi, Tokio, Japan. Het werd geopend in 1964. Het bevindt zich op een heuvel en biedt diverse attracties, waaronder achtbanen en waterglijbanen. Het park herbergt tevens het Yomiuri Giants-stadion, een van de trainingsvelden van het honkbalteam Yomiuri Giants. Het park wordt beheerd door de Yomiuri Group, het moederbedrijf van het mediaconcern Yomiuri Shimbun.

## Attracties
Yomiuriland heeft 44 attracties, variërend van 'thrill rides' tot gezinsvriendelijke attracties. In de lente bloeien er ongeveer 1000 kersenbloesems in het park. Tijdens de zomer is tegen betaling toegang mogelijk tot Pool WAI (Water Amusement Island), een waterpark. Daarnaast zijn er verschillende winkels en eetgelegenheden in het park te vinden. 

## Achtbanen
- Bandit, een TOGO-achtbaan die bij de opening de hoogste ter wereld was
- Space Factory, de eerste omgekeerde achtbaan van Gerstlauer
- Spin Runway, een draaiende achtbaan van Mack Rides
- Wan Wan Coaster Wandit, een Hoei Sangyo familieachtbaan

### Verwijderd
- SL-achtbaan
- White Canyon
- Twist Coaster Robin
- Momonga Standing and Loop Coaster